# Muara Gading Mas
Muara Gading Mas is een bestuurslaag in het regentschap Lampung Timur van de provincie Lampung, Indonesië. Muara Gading Mas telt 9785 inwoners (volkstelling 2010).